# Ahmadía en Japón
Ahmadía en Japón es una comunidad islámica cuya historia en Japón comienza después de varias menciones de Mirza Ghulam Ahmad, quien mostró un interés particular en la introducción del Islam en el pueblo japonés. El primer misionero musulmán ahmadi enviado a Japón fue Sufi Abdul Qadeer, que fue enviado por el segundo califa. Llegó a Japón el 4 de junio de 1935. Hoy en día hay una mezquita especialmente construida, la más grande del país, que representa a unos 300 musulmanes ahmadis.

## Historia
En 1905 Mirza Ghulam Ahmad, afirma que:

He llegado a saber que los japoneses han mostrado interés en el Islam. Por lo tanto, se debe publicar un libro completo para presentar el Islam [en Japón].

Además, afirma que «si Dios lo ordena, hoy iría a Japón sin aprender el idioma [el japonés]». En respuesta al deseo de Ahmad, se sabe que varios de sus compañeros, incluido Mufti Muhammad Sadiq, han escrito cartas a japoneses individualemente. En 1945, se afirma que el Segundo Califa, Mirza Basheer-ud-Din Mahmood Ahmad, tuvo un sueño en el que vio:

... la nación japonesa que se encuentra en una condición extrema en este momento, Dios atraerá sus corazones hacia Ahmadía y gradualmente ganarán ímpetu y fuerza. Responderán a mi llamada de la misma manera que las aves respondieron a la llamada del profeta Abraham.

El 8 de septiembre de 1951, Muhammad Zafarullah Khan, un compañero de Mirza Ghulam Ahmad, quien también era en ese momento ministro de Relaciones Exteriores de Pakistán y delegado del país ante el Consejo de Seguridad de las Naciones Unidas, habló en el Tratado de San Francisco con Japón. Al citar el ejemplo de perdón y paz de Muhammad en la Conquista de La Meca, Khan habló a favor de un trato más humano hacia Japón, luego de la conclusión de la Segunda Guerra Mundial. En ese momento, Pakistán era el único país que tenía esta posición.
La misión ahmadía a Japón hay que entenderla como parte de estrategia misionera de los ahmadía, que les llevó a ser fundadores de algunas de las primeras mezquitas en países occidentales. Mirza Ghulam Ahmad quiso, de esta forma, replicar a los misioneros cristianos en la India.

### Primeros esfuerzos
El primer misionero musulmán Ahmadí que fue enviado a Japón fue Sufi Abdul Qadeer, durante el Segundo Califato. Llegó a Japón el 4 de junio de 1935. Con sede en Kobe, Qadeer se unió más tarde a otro compañero, Abdul Ghafoor. Sin embargo, debido a la escalada de la guerra, la misión tuvo que ser abandonada, y los dos misioneros tuvieron que regresar a su país en 1941.
Los esfuerzos se reavivaron a finales de los años sesenta y setenta. Mirza Mubarak Ahmad, un prominente musulmán ahmadí y más tarde el mayor Abdul Majeed, soldado retirado y misionero de la Comunidad, fueron enviados por el Tercer Califa. Durante este período, la actividad misionera se centró en Tokio. De 1975 a 1983, Ataul Mujeeb Rashed sirvió como misionero en Japón. Los métodos adoptados por Rashed incluían la distribución de folletos, como en la salida de Hachiko de la Estación Shibuya, y la predicación por un altavoz, además conducía un automóvil impreso con eslóganes religiosos. Por consejo del califa y recomendación de Rashed, el cuartel general se trasladó a Nagoya, cuando se compró una casa de misión en la ciudad en 1981. En 1989, se publicó una traducción del japonés del Corán. El Corán fue traducido por Atsushi Kobayashi, un converso de 1957, que adoptó el nombre de Muhammad Uwais Kobayashi.

### Viajes de los califas
El primer califa en visitar Japón fue Mirza Tahir Ahmad, cuya visita en 1989 coincidió con la publicación de una traducción del Corán al japonés, publicada por la Comunidad Musulmana Ahmadía.

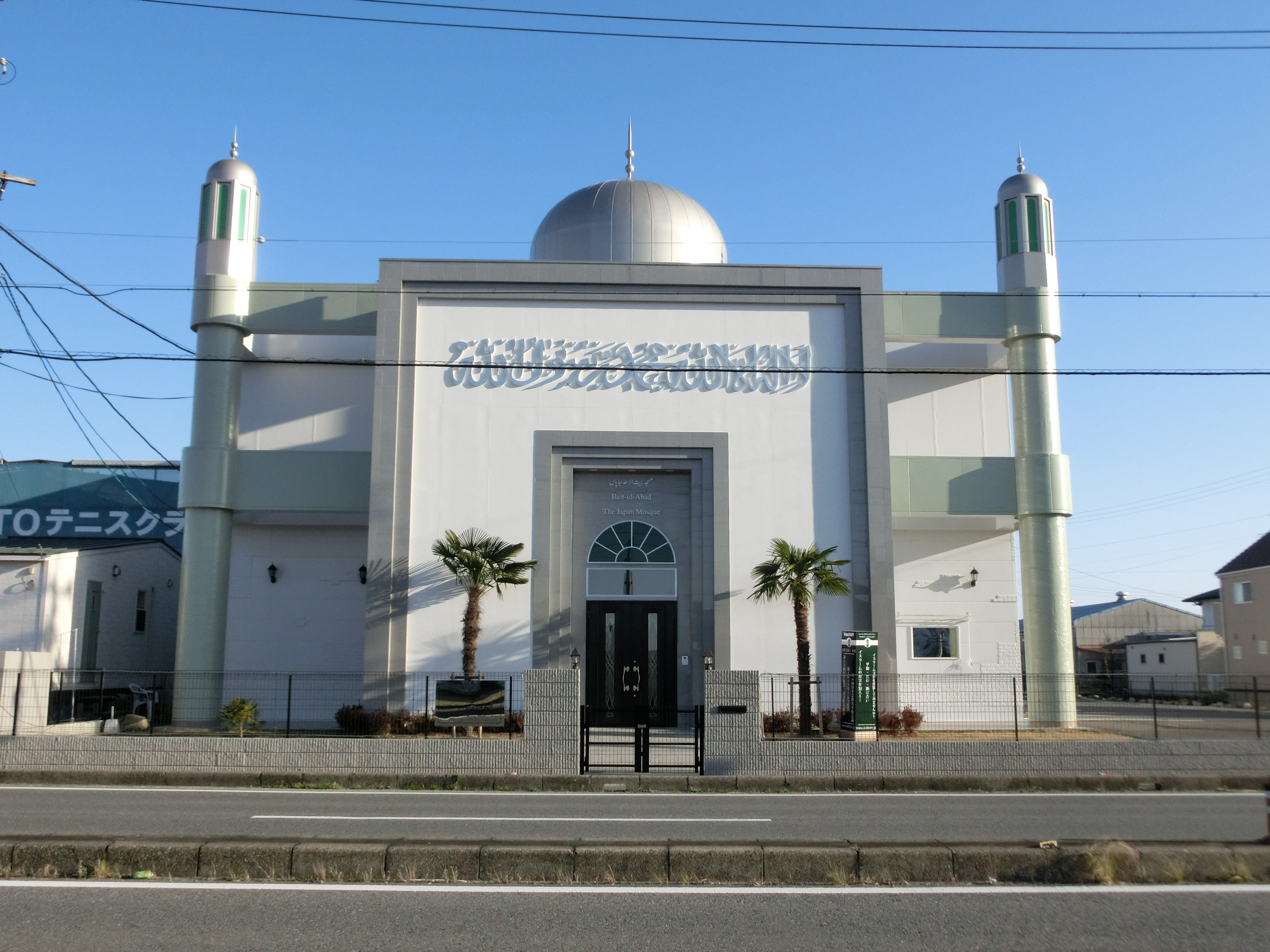
La Mezquita del Japón, la más grande del país, fue inaugurada en 2015 por el califa.

El califa actual, Mirza Masroor Ahmad visitó el país en 2006, en 2013 y también en 2015 para inaugurar la primera mezquita Ahmadía construida expresamente en Japón. La ceremonia de apertura, que se celebró el 21 de noviembre de 2015, contó con la presencia de residentes locales, líderes religiosos, monjes y representantes musulmanes ahmadíes de más de 27 países.

## Demografía
Se estima que hay unos 300 musulmanes ahmadíes en Japón (2013). La mayoría son extranjeros de Pakistán, India y Nepal, muchos de los cuales llegaron después de la década de 1980. Aproximadamente 20 son japoneses, la mayoría de los cuales son mujeres casadas con hombres extranjeros. La Comunidad se centra principalmente en Nagoya y Tokio.
Hay una casa de misión, comprada por primera vez en 1981 y situada en Meitō-ku, una mezquita construida especialmente en Tsushima, una ciudad que se encuentra al oeste de Nagoya. La mezquita, construida en 2015 e identificada como la Mezquita del Japón, es la más grande del país. Tiene una capacidad para más de 500 personas.